# Christer Fuglesang
Christer Fuglesang (Stoccolma, 18 marzo 1957) è un ex astronauta e fisico svedese.
Nel corso della sua carriera da astronauta ha partecipato a due missioni spaziali, la prima STS-116 con la quale è diventato il primo svedese nello spazio e la seconda ed ultima STS-128. È stato inoltre l’astronauta ESA che ha effettuato più passeggiate spaziali, 5 in tutto, con un totale di quasi 32 h accumulate.